# A sors keze (teleregény)
A sors keze (eredeti cím: Te acuerdas de mí) 2021-es mexikói telenovella, amit Francisco Franco rendezett. A főbb szerepekben Gabriel Soto és Fátima Molina láthatóak.
Mexikóban 2021. január 18-a és május 3-a között mutatta be a Las Estrellas. Magyarországon 2022. április 5-e és augusztus 5-e között mutatta be az Izaura TV.

## Cselekmény
A múltban, Pedro Cáceres (Gabriel Soto) főnökének és nevelőapjának lányával él egy házasságban, melyben nincs szerelem, sem érzelmek egymás között. Egy nap úgy dönt, hogy véget vet házasságának, amikor első pillantásra beleszeret Vera Solís-ba (Fátima Molina), akit egy üzleti út során ismer meg. De Olmo Cáceres (Guillermo García Cantú) megfenyegeti, hogy elkerülje, hogy megszakítsa házasságát a lányával. Pedro-nak nem marad más választása, mint teljesíteni nevelőapja akaratát, ami miatt kénytelen elhagyni Vera-t. Évekkel később, a jelenben, Pedro ismét találkozik Vera-val, amikor a nő váratlanul feltűnik mint Olmo menyasszonya...

## Szereplők
| Színész                | Szereplő                                       | Magyar hang        |
| ---------------------- | ---------------------------------------------- | ------------------ |
| Gabriel Soto           | Pedro Cáceres / Pedro Ledezma                  | Moser Károly       |
| Fátima Molina          | Vera Galicia Solís                             | Nemes Takách Kata  |
| Guillermo García Cantú | Olmo Cáceres                                   | Jakab Csaba        |
| Juan Carlos Barreto    | Fausto Galicia                                 | Dézsy Szabó Gábor  |
| Marisol del Olmo       | Ivana Castillo de González                     | Zakariás Éva       |
| Rebecca Jones          | Antonia Solís                                  | Vándor Éva         |
| Alejandro de la Madrid | Julio Gamboa                                   | Láng Balázs        |
| Joshua Gutiérrez       | Teodoro «Teo» Bárcenas Limantour               | Czető Roland       |
| Ana Bertha Espín       | Delia Castro                                   | Szórádi Erika      |
| María Penella          | Marina Cáceres Castillo                        | Vadász Bea         |
| Federico Ayos          | Gastón Cáceres Castillo                        | Karácsonyi Zoltán  |
| Natalia Téllez         | Dolores "Lola" Solís                           | Györfi Laura       |
| Antón Araiza           | Alberto González                               | Pál Tamás          |
| Tamara Vallarta        | Laiza Rendón Castro                            | Laudon Andrea      |
| Emilio Guerrero        | Dante Granados                                 | Bácskai János      |
| Irineo Álvarez         | Ramiro Rendón                                  |                    |
| Enoc Leaño             | Fuat                                           | Péter Richárd      |
| Tamara Mazarrasa       | Mélida                                         | Tornyi Ildikó      |
| Nina Rubín Legarreta   | Fabiana "Faby" González Castillo               | Szűcs Anna Viola   |
| Alessio Valentini      | Eduardo «Edy» Galicia Sánchez                  | Pál Dániel Máté    |
| Epy Vélez              | Emilia Sánchez de Galicia                      | Sipos Eszter Anna  |
| Markin López           | Jacinto Galicia                                | Juhász Zoltán      |
| Pedro Sicard           | Octavio Herrerías                              | Király Adrián      |
| Cuauhtli Jiménez       | Gonzalo Garrido                                | Posta Victor       |
| Jonathan Laredo        | Omar Camper                                    | Pálmai Szabolcs    |
| Miguel Papantla        |                                                |                    |
| Helena Rojo            | Alicia Limantour                               | Menszátor Magdolna |
| Mauricio Abularach     | Gabriel Abadía                                 |                    |
| Moisés Arizmendi       | Tomás Ledezma                                  | Holl Nándor        |
| Samuel Ledezma         | Nicolás "Nico" Solís / Nicolás Ledezma Galicia | Rostás Ábel        |
| Alejandra Bogue        | Gladys                                         | Garami Mónika      |
| Beatriz Moreno         | Cándida                                        |                    |

## Évados áttekintés
| Évad | Évad | Epizód | Eredeti sugárzás | Eredeti sugárzás | Eredeti adó | Magyar sugárzás  | Magyar sugárzás    | Magyar adó |
| Évad | Évad | Epizód | Évadpremier      | Évadfinálé       | Eredeti adó | Évadpremier      | Évadfinálé         | Magyar adó |
| ---- | ---- | ------ | ---------------- | ---------------- | ----------- | ---------------- | ------------------ | ---------- |
|      | 1    | 86     | 2021. január 18. | 2021. május 3.   |             | 2022. április 5. | 2022. augusztus 5. |            |

## A sorozat készítése
A telenovellát a 2020–2021-es televíziós szezon Univision előzetesében mutatták be. A sorozat forgatása 2020. szeptember 14-én kezdődött és 2021. március 27-én fejeződött be.